# 神話傳說中的大陸列表
這個列表收錄了在神話傳說中曾提到以及可能確曾存在的各個大陸。

## 確定存在的大陸
- 未知的南方大陸

## 傳說中的大陸
- 亚特兰蒂斯
- 姆大陆
- 雷姆利亞大陸

## 希臘神話曾提到的大陸
- 麦若普斯大陆（英语：Meropis）
- 许珀耳玻瑞亚

## 泰米爾神話（英语：Tamil mythology）曾提到的大陸
- 庫馬里坎達姆大陸（英语：Kumari Kandam）